# 名古屋国際工科専門職大学
名古屋国際工科専門職大学（なごやこくさいこうかせんもんしょくだいがく、英語: International Professional University of Technology in Nagoya、略称：IPUT）は、愛知県名古屋市に本部を置く専門職大学である。

## 概観
2021年に日本教育財団により設置された専門職大学である。
工科学部の1学部体制で、情報工学科とデジタルエンタテインメント学科が開設されている。専門職大学であるため、一般の大学とは異なり卒業しても学士の学位は取得できない。それに代わって、情報工学科を卒業すると「情報工学士（専門職）」の学位が授与され、デジタルエンタテインメント学科を卒業すると「デジタルエンタテインメント学士（専門職）」の学位が授与される。

## 沿革
- 2021年4月 - 設立（工科学部情報工学科、デジタルエンタテインメント学科）

## キャンパス
キャンパスは、日本教育財団が所有するモード学園スパイラルタワーズに置かれている。同所には、日本教育財団が設置する東京通信大学名古屋駅前サテライトキャンパス、国際ファッション専門職大学名古屋キャンパス、名古屋モード学園、HAL、名古屋医専も入居している。
- 最寄り駅：
JR東海道本線名古屋駅
名臨高あおなみ線名古屋駅
名古屋市営地下鉄東山線・桜通線名古屋駅
名鉄名古屋本線名鉄名古屋駅
近鉄名古屋線近鉄名古屋駅

## 公式サイト
- 名古屋国際工科専門職大学 - 公式ウェブサイト